# Anwar Sadat
 Der er for få eller ingen kildehenvisninger i denne artikel, hvilket er et problem. Du kan hjælpe ved at angive troværdige kilder til de påstande, som fremføres i artiklen.

Mohamed Anwar El Sadat (født 25. december 1918, død 6. oktober 1981) var en egyptisk politiker, som var den tredje egyptiske præsident fra 1970 til 1981. Sadat deltog i kuppet i 1952, som afsatte kong Farouk 1. Efter at have haft en række forskellige poster i regeringen, blev Sadat vicepræsident under præsident Gamal Abdal Nasser, først i 1964-66 og siden 1969-70. Da Nasser døde i 1970, blev Sadat valgt til præsident.
Kort efter, at Sadat blev præsident, begyndte han den Korrigerende Revolution. Den Korrigerende Revolution var et program som fjernede flere af medlemmer af regningen og militæret som var tilhængere af den nu afdøde præsident Nasser. Nassers tilhængere var ofte karakteriseret ved at være venstreorienterede og tilhængere af yderligere samarbejde med Sovjetunionen. 
I 1973 angreb Egypten i samarbejde med Syrien Israel i den konflikt som blev kendt som Yom Kippur-krigen. Formålet med krigen var for Egypten at tilbageerobre Sinai-halvøen, som siden Seksdageskrigen i 1967 havde været besat af Israel. Krigen stoppede efter 20 dage, hvor man blev enige om en våbenhvile. Over de næste år blev der forhandlet fred. Sadat rejste til Jerusalem i 1977, og året efter blev Sadat og Israels statminister Menachem Begin enige om Camp David-aftalen. Denne banede vejen for en israelsk-egyptisk fredsaftale i 1979. Sadat modtog Nobels fredspris i 1978 sammen med Menachem Begin. 
I oktober 1981 blev Sadat samt 11 andre myrdet ved den årlige militærparade af medlemmer af en militant islamisk oppositionsgruppe. Sadat efterfulgtes som præsident af sin vicepræsident Hosni Mubarak, som også blev såret ved attentatet, men overlevede.